# Puig Roig (Pals)
El Puig Roig és una muntanya de 62 metres que es troba al municipi de Pals, a la comarca catalana del Baix Empordà.